# Teharje
Teharje je naselje u slovenskoj Općini Celju. Teharje se nalazi u pokrajini Štajerskoj i statističkoj regiji Savinjskoj. 

## Stanovništvo
Prema popisu stanovništva iz 2002. godine naselje je imalo 256 stanovnika.